# 托科普里峰
托科普里峰（Tocorpuri）是南美洲的火山，屬於安第斯山脈的一部分，位於智利和玻利維亞接壤的邊境，頂部的火山口直徑1.4公里，海拔高度5,808米。